# Jeber-Bergfrieden
Jeber-Bergfrieden – dzielnica miasta Coswig (Anhalt) w Niemczech, w kraju związkowym Saksonia-Anhalt, w powiecie Wittenberga.
Do 30 czerwca 2009 Jeber-Bergfrieden było gminą, do 30 czerwca 2007 należącą do powiatu Anhalt-Zerbst. Do 31 sierpnia 2010 gmina należała do wspólnoty administracyjnej Coswig (Anhalt).